# Gnorismoneura orientis
Gnorismoneura orientis es una especie de polilla del género Gnorismoneura, tribu Archipini, familia Tortricidae. Fue descrita científicamente por Filipjev en 1962.

## Distribución
La especie se distribuye por Rusia.